# Бен-Ціон Лайтнер
Бен-Ціон Лайтнер (1927 — 25 березня 2012) — ізраїльський солдат, учасник війни за незалежність Ізраїлю. Один з дванадцяти осіб, удостоєних звання Героя Ізраїлю.

## Біографія
Народився у 1927 році в Одесі.
У роки німецько-радянської війни брав участь у підпільному антифашистському русі. По закінченні Другої світової війни виїхав на постійне місце проживання до Ізраїлю.
Учасник війни за незалежність Ізраїлю. 19 жовтня 1948 року керував групою бійців, яка штурмувала арабський бункер. Раптово кинувшись уперед, закидав ворожий бункер гранатами, при цьому сам отримав важке поранення.
17 липня 1949 року на урочистій церемонії за участі прем'єр-міністра і міністра оборони Ізраїлю Давида Бен-Гуріона, начальника Генерального штабу Яакова Дорі, інших високопосадовців, президент Ізраїлю Хаїм Вейцман вручив Бен-Ціону Лайтнеру планку і почесну грамоту Героя Ізраїлю (Гібор Ісраель).
У 1970 році нагороджений медаллю «За героїзм».
По закінченні війни за незалежність через інвалідність не міг влаштуватись на роботу, невдалими виявились спроби займатись приватним бізнесом.
Бен-Ціон Лайтнер відмовився приймати матеріальну допомогу від Німеччини, яка належала йому як особі, що пережила Голокост.
Помер 25 березня 2012 року. Похований на військовому цвинтарі в Герцлії.